# 尼斯伯国
尼斯伯国（法語：Comté de Nice）是法国的一个历史地区，范围大致相当于今尼斯区。